# Basket, uomini e altri pianeti
Basket, uomini e altri pianeti è un saggio di genere sportivo scritto dall'allenatore di pallacanestro Ettore Messina in collaborazione, anche se non accreditato, con il giornalista Flavio Tranquillo.
Il saggio racconta principalmente l'esperienza di Messina come aiuto-allenatore dei Los Angeles Lakers durante la stagione NBA 2011-2012, ma non mancano i riferimenti alle sue esperienze di allenatore in Italia, Spagna e Russia, e a quella di telecronista durante le Olimpiadi di Londra del 2012.

## Edizioni
- Ettore Messina, Basket, uomini e altri pianeti, I°, Add, 2012,  p. 254, ISBN 978-88-96873-81-6.